# Марьевское сельское поселение (Воронежская область)
Марьевское сельское поселение — муниципальное образование в Ольховатском районе Воронежской области.
Административный центр — слобода Марьевка.

## История
Законом Воронежской области от 2 октября 2013 года № 118-ОЗ, Марьевское, Марченковское и Кравцовское сельские поселения преобразованы путём объединения в Марьевское сельское поселение с административным центром в слободе Марьевка.

## Административное деление
В состав поселения входят:
- слобода Марьевка,
- село Гвоздовка,
- хутор Долгенький,
- хутор Красный Октябрь,
- село Марченковка,
- хутор Назаровка,
- хутор Ясиновка,
- хутор Лимарев,
- хутор Кравцовка,
- хутор Новогеоргиевка,
- хутор Новодмитриевка.